# پونگسان (فیلم)
پونگسان (کره‌ای: 풍산개) فیلمی به کارگردانی جون جای-هونگ و نویسندگی کیم کی-دوک محصول سال ۲۰۱۱ کره جنوبی است. 